# Église Saint-Martin de Montigny-l'Allier
L'église Saint-Martin est une église située à Montigny-l'Allier, en France.

## Localisation
L'église est située sur la commune de Montigny-l'Allier, dans le département de l'Aisne.

## Historique
Le monument est classé au titre des monuments historiques en 1920.